# Sporobolus capillaris
Sporobolus capillaris är en gräsart som beskrevs av Friedrich Anton Wilhelm Miquel. Sporobolus capillaris ingår i släktet droppgräs, och familjen gräs. Inga underarter finns listade i Catalogue of Life.